# سمیونوو
سمیونوو (به لاتین: Semyonovo) یک منطقهٔ مسکونی در روسیه است که در باشقیرستان واقع شده‌است.